# 耳介

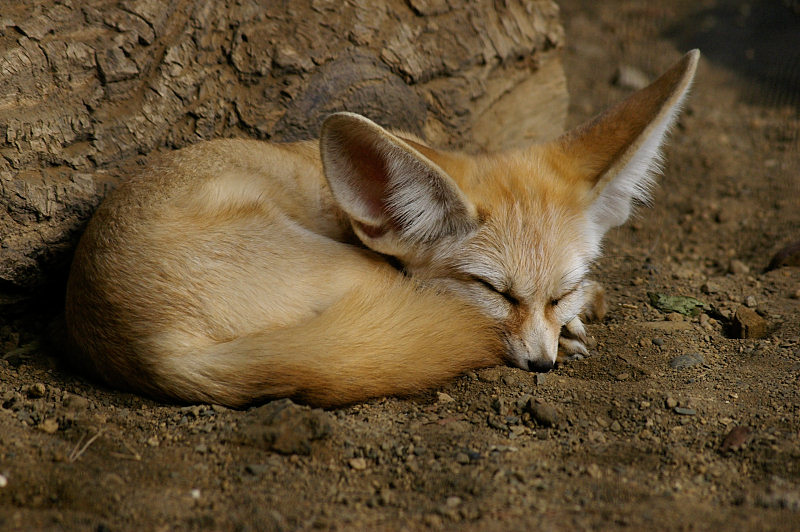
フェネックは、その独特な特大の耳介を使用して、過剰な熱を放射し、砂漠の砂の下に潜る小さな獲物の音を増幅する。

耳介（じかい、pinna）または耳殻（じかく）とは、動物の耳のうち、外に張り出て飛び出している部分のこと。外耳の一部。音を集める機能の他、動物によっては体温調節の機能などを担っている場合もある。なお、厳密な定義では耳には耳介以外の部分も含まれているのだが、一般生活においては耳介の部分を指して「耳」と呼ぶことが多い。

## 機能

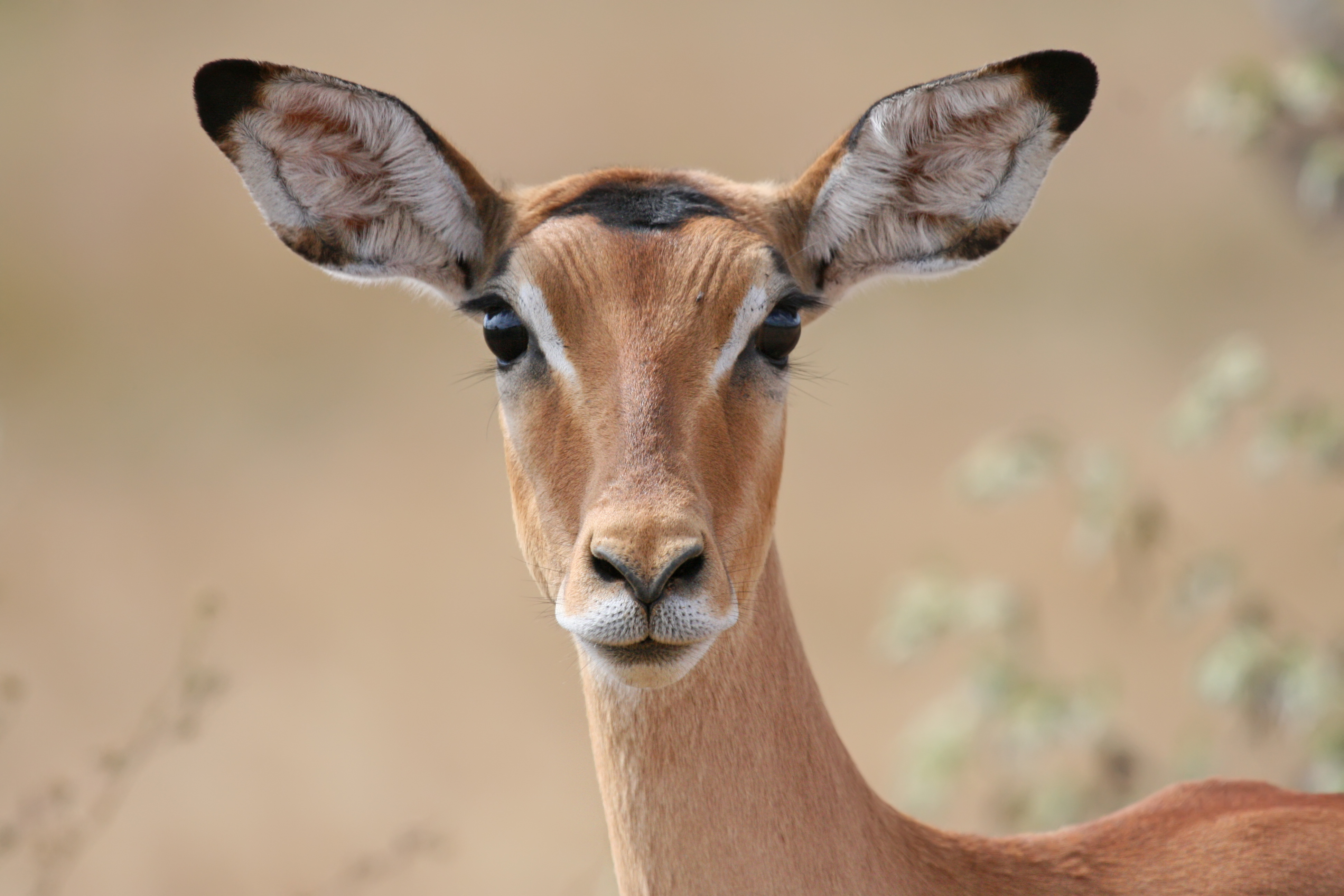
インパラにとって、耳介は音を集めるのに役立つ。

動物の耳介の機能は、音を集め、入ってきた音にスペクトル変換を行い、垂直定位のプロセスを可能にすることである。 耳介は漏斗のような役割を果たして音を集め、音を増幅して聴管に導く。ピンナから反射してくる音は、フィルタリングのプロセスを経て、周波数依存の振幅変調によって音に方向性の情報が加えられる。
種によっては、音を集める以外に、気分を伝えたり、熱を放射するといった機能もある。

## ヒトの耳介
ヒトの耳介は、頭部の左右に1対存在する。この部分は、主に軟骨と皮膚とでできている。しかし、耳垂の部分には軟骨が存在しない。なお、耳介の部分に存在する軟骨を、耳介軟骨と呼ぶ。ここにはエラスチンが多く含まれており、これが耳介の形状を一定に保つのに役立っている。
さて、ヒトの耳介も、他の動物の耳介と同様に、集音器として役立っている。これは手を耳介の後ろにあてがってみれば、音の聞こえが良くなることから、その効果を確かめることができる。ただし、ヒトの場合は耳介を動かすための筋肉群（前耳介筋、上耳介筋、後耳介筋、対珠筋など）が退化しているため、耳介を意図的に動かして集音するということは事実上できない。稀にヒトでも耳介を動かすことができる個体もいるが、例えばネコのように聴きたい方向に耳介の向きを合わせるなどといった芸当は、ヒトでは到底不可能である。
それから、外耳道が共鳴器となり、共鳴する周波数付近の音の感度を上げていることは有名だが、ヒトの耳介に存在する窪みや溝も共鳴器となり、共鳴する音を増幅している。なお、ヒトの耳介で共鳴する音の周波数は、ヒトの外耳道で共鳴する音よりも、さらに高い周波数である。
ちなみに、耳介は外部に露出した部分なので、ヒトの身体の中でも凍傷になりやすい部分として知られている。したがって、寒冷地では耳介を保護するための防寒具が用いられることもある。
ヒトのY染色体の問題によって発症する、耳介の部分に毛が多くなる耳介多毛症というものも存在する。

## 耳介筋
内耳介筋は、耳介の内側にあり、大耳輪筋、小耳輪筋、耳珠筋、対珠筋、耳介横筋、耳介斜筋の6つの筋肉によって構成される筋肉である。生まれる前に、これらの筋肉が収縮することで耳介の形状が形成される。
外耳介筋は、耳介の外側にあり、後耳介筋、前耳介筋、上耳介筋、側頭耳介筋の4つの筋肉によって構成される。
これらの筋肉は、動物が音のする方へ耳を向けたりするのに用いられるが、人間においては痕跡器官ではある。ただ、退化しているヒトにおいても音がした方へ筋肉を動かそうとする反応はある

## 追加画像

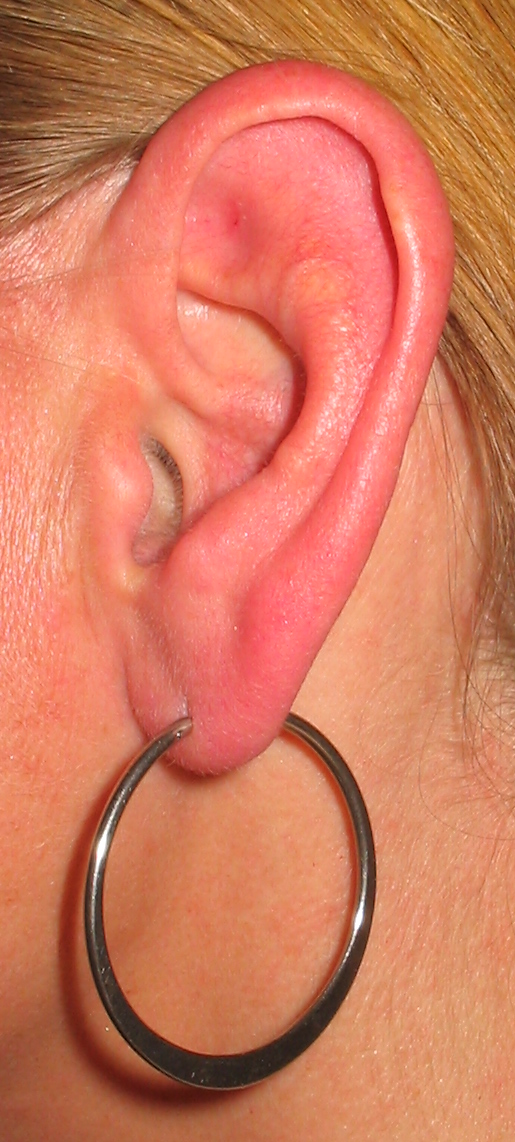
左耳介
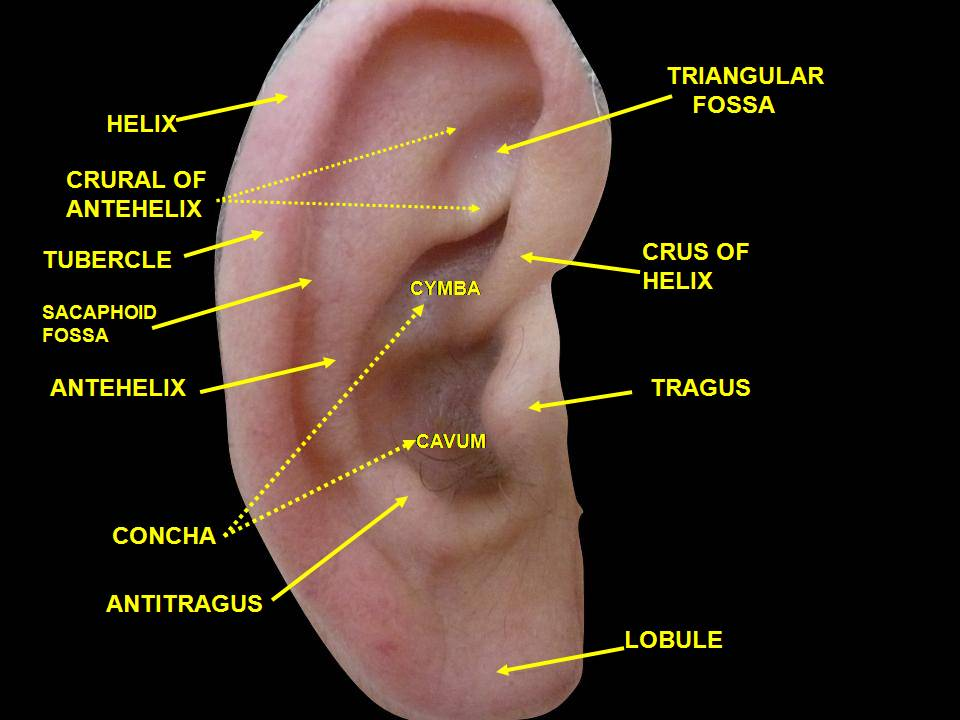
外耳。右耳介。側面図。
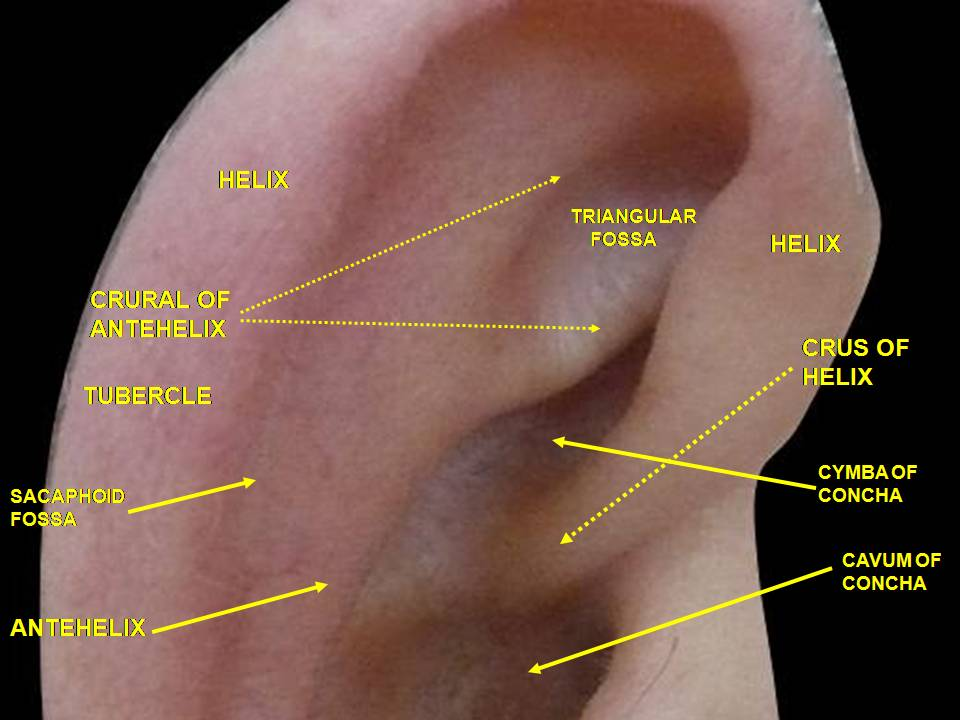
外耳。右耳介。側面図。
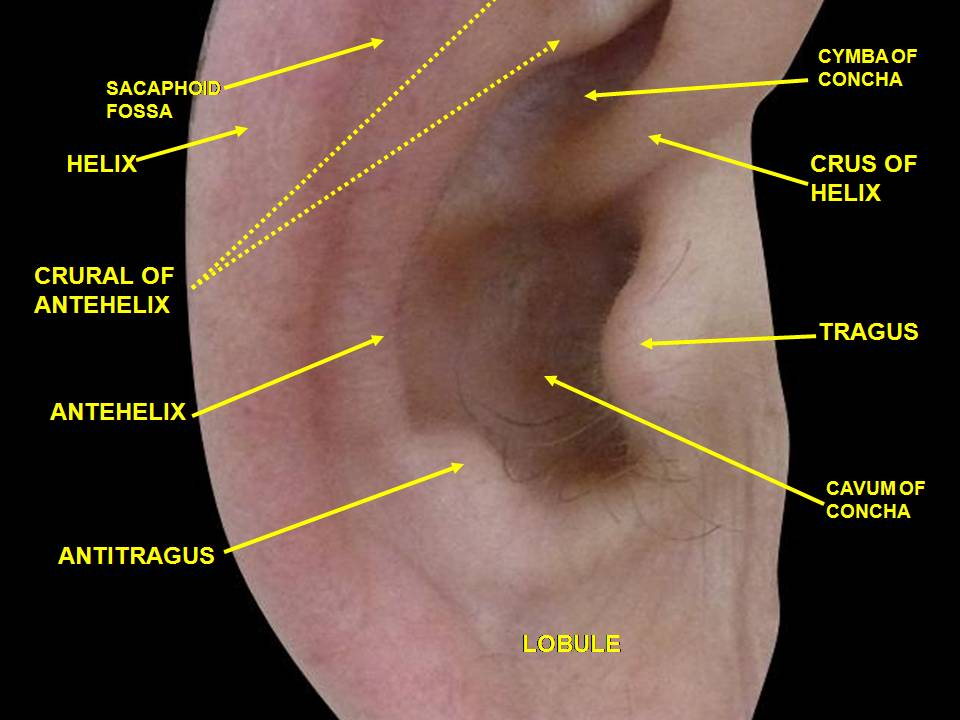
外耳。右耳介。側面図。
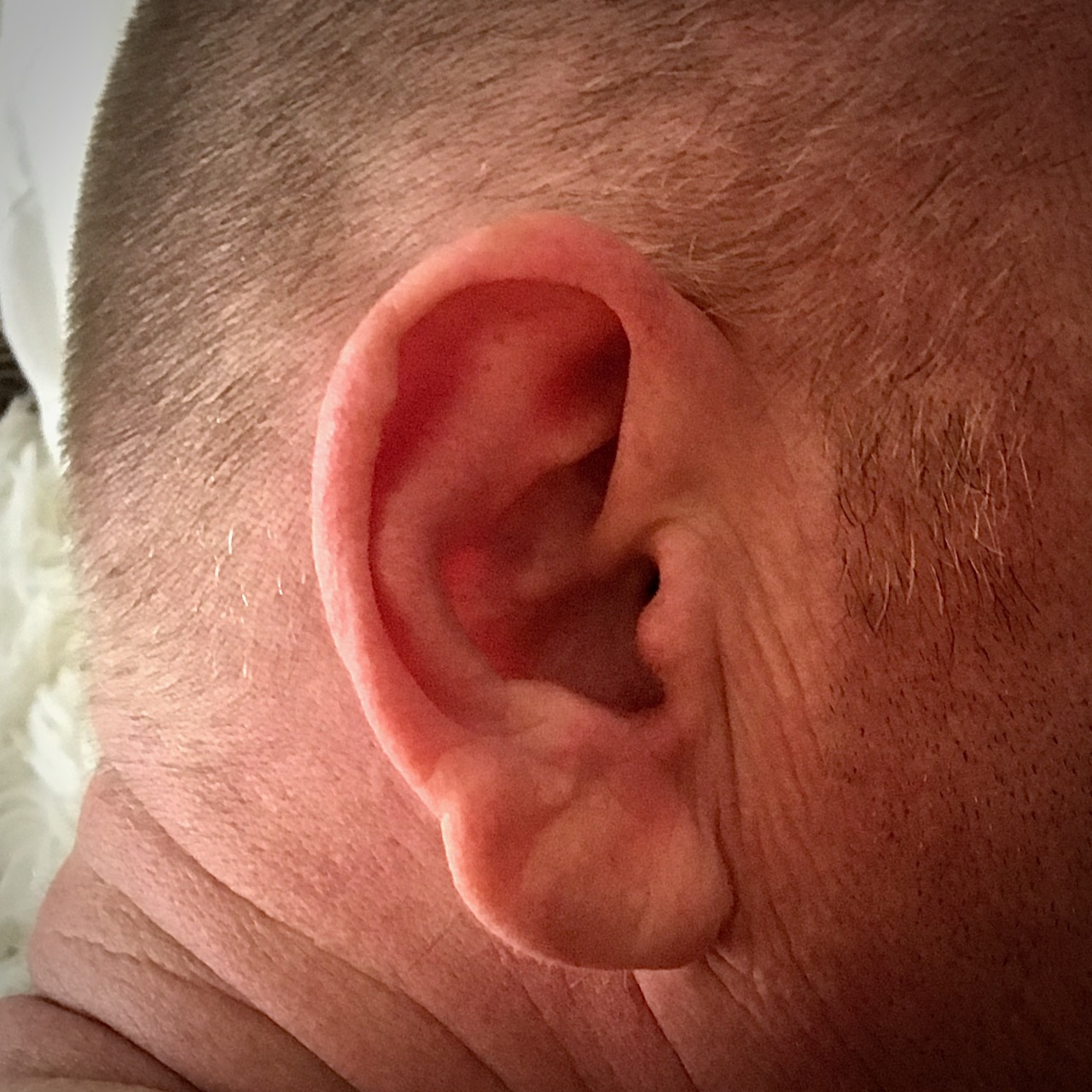
男性の右耳介